# Ploschtschad Wosstanija
Ploschtschad Wosstanija (russisch Площадь Восстания) ist ein unterirdischer U-Bahnhof in der zweitgrößten russischen Stadt Sankt Petersburg und ein wichtiger Umsteigeknoten im Metrosystem der Stadt.
Der auf der Linie 1 gelegene U-Bahnhof wurde am 15. November 1955 als Teil des ersten Bauabschnittes der Metro der damals Leningrad heißenden Stadt in Betrieb genommen. Neben dem direkten Übergang zum später erbauten U-Bahnhof Majakowskaja der dritten Linie dient Ploschtschad Wosstanija auch als Verknüpfungspunkt mit dem Eisenbahnverkehr, da sich nahezu direkt über der Station mit dem Moskauer Bahnhof einer der wichtigsten Fernbahnhöfe Petersburgs befindet.

## Lage, Zugänge
Der U-Bahnhof liegt in einem unterirdischen Schacht auf einer Tiefe von 58 Metern. Er unterquert den Newski-Prospekt, die verkehrswichtigste Straße in der Innenstadt Petersburgs, und zwar genau in Höhe dessen Kreuzungspunktes mit dem Ligowski-Prospekt. Der ausgedehnte Platz an dieser Kreuzung, an den sich südlich das Empfangsgebäude des Moskauer Bahnhofes und nördlich das 1857 errichtete Hotel Oktjabrskaja anschließen, heißt namensgebend für den U-Bahnhof ebenfalls Ploschtschad Wosstanija, was wörtlich „Platz des Aufstandes“ bedeutet. Dieser Name wurde dem Platz 1918 verliehen, er wurde in Erinnerung an Volksproteste während der Februarrevolution 1917 gewählt, die sich unter anderem an diesem Platz abgespielt hatten. Vor der Umbenennung hieß der Platz Snamenskaja Ploschtschad, wörtlich „Platz der Gottesmutter-vom-Zeichen-Kirche“. Letztere stand bis zu ihrem Abriss Ende der 1930er-Jahre genau an der Stelle, wo sich heute das nördliche Eingangsgebäude des U-Bahnhofs befindet.

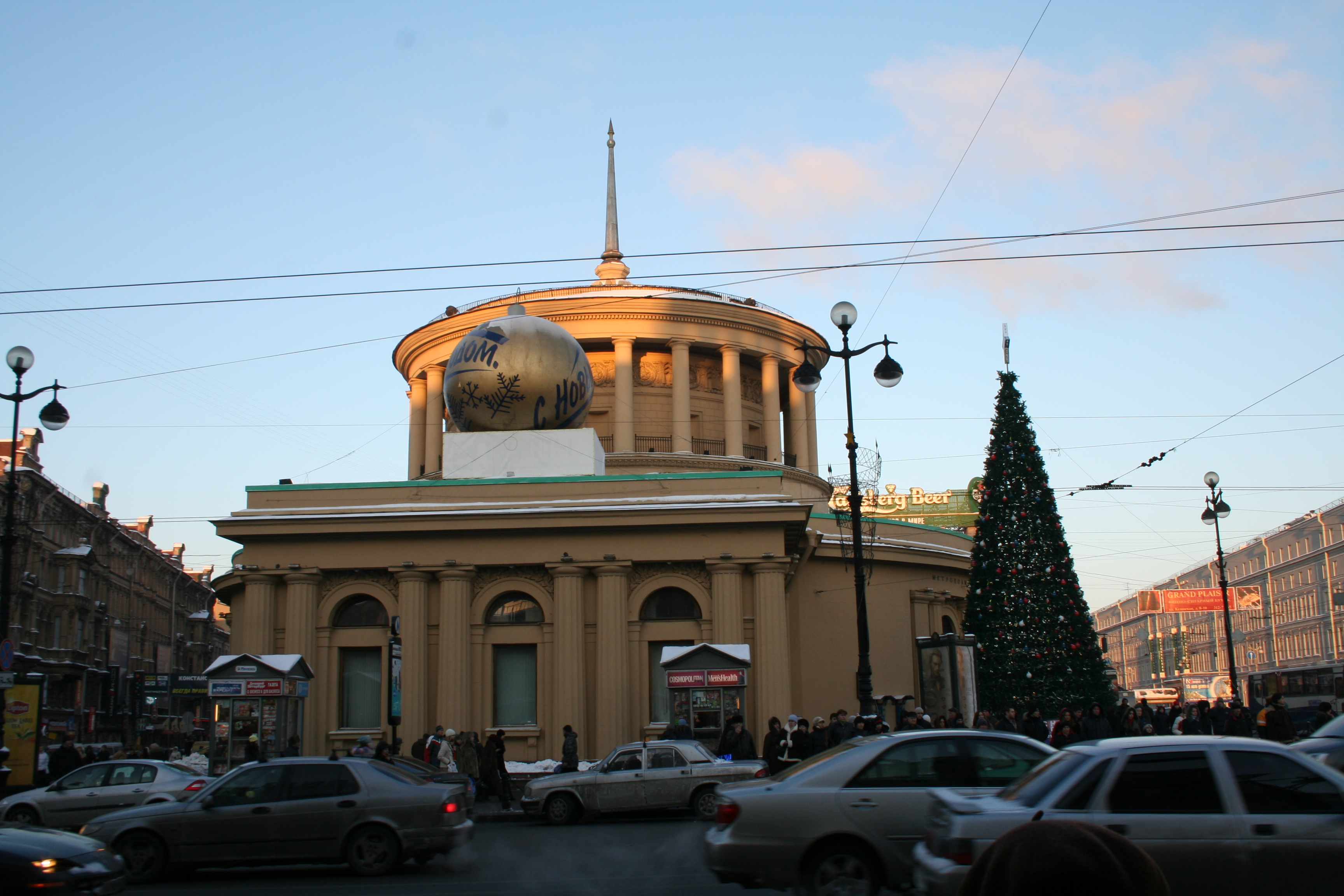
Eingangsgebäude des U-Bahnhofs am Platz des Aufstandes

Anders als die meisten anderen U-Bahnhöfe in Sankt Petersburg verfügt Ploschtschad Wosstanija außer dem Übergang zum U-Bahnhof Majakowskaja über gleich zwei (statt nur einen) separate Zugänge von der Straße. Zum einen gibt es den Nordeingang über das Vestibülgebäude an der Nordseite des Platzes. Dieses Gebäude wurde 1955 als damals einziger Zugang zum U-Bahnhof errichtet. Es stellt ein rundliches klassizistisch geprägtes Pavillon mit seitlichen Risaliten und obendrauf mit einer durch dekorative Spitze ergänzten Rotunde dar. Aufgrund seiner Umrisse, die im Übrigen entfernt an den Vorgängerbau – die abgerissene Kirche – erinnert, wird das Pavillon mitunter im Volksmund „Torte“ genannt. Im Inneren des Vestibüls befindet sich die Schalterhalle des U-Bahnhofs, von der aus man nach dem Passieren der Ticketschranken per Rolltreppen an den Bahnsteig an seinem nördlichen Ende gelangt.
Der zweite Zugang wurde erst 1960 eröffnet und schließt sich direkt an das Empfangsgebäude des Moskauer Bahnhofs an. Damit besteht die Möglichkeit eines Umstieges zwischen dem U-Bahnhof und dem Fern- und Nahverkehr ohne das vorherige Überqueren des Newski-Prospektes. Auch hier fahren Rolltreppen zwischen der Schalterhalle und dem Bahnsteig. Zudem befindet sich im südlichen Vestibül der östliche Zugang der Station Majakowskaja.

## Bahnsteig
Den architektonischen Mittelpunkt des U-Bahnhofs bildet seine Bahnsteighalle, die, in sowjetischen U-Bahn-Bautraditionen, als breiter dreigeteilter Inselbahnsteig errichtet wurde. Wie bei allen Petersburger Metrostationen des ersten Bauabschnitts und den ihnen als Vorbild zugrunde liegenden Nachkriegs-U-Bahnhöfen der Metro Moskau wurde auch hier die Bahnsteighalle sehr prunkvoll nach einem individuellen Projekt (in diesem Fall unter Leitung der Architekten Boris Schurawljow, Igor Fomin und Wera Gankewitsch) ausgeführt. Die visuelle Dominante bilden hier massive Pylonen, die die Mitte der Halle in zwei Reihen von den Warte- und Gleisbereichen beider Fahrtrichtungen trennen. Die Sockel der Pylonen sind mit rotem Marmor verkleidet, der Fußboden im Einklang damit mit roten Granitplatten. Die Kanten der gegenüberstehenden Pylonen sind über das halbrunde Gewölbe der Halle durch arkadenartige Ornamentkompositionen miteinander verbunden, die sich mit identisch aufgebauten, ebenfalls bogenförmigen Lichterketten abwechseln. Oberhalb der Sockel sind die Pylonen an ihrer zur mittleren Halle gewandten Seite mit kreisförmigen reichlich ornamentierten Gittern der Lüftungsröhre ausgeschmückt.
In der Mitte der Halle zwischen dem Nord- und dem Südausgang werden die beiden Pylonenreihen kurz durch eine Zwischenhalle unterbrochen, in deren Höhe der Übergang zur Station Majakowskaja beginnt. Von hier führen mehrere Rolltreppen einige Meter aufwärts und enden nahezu unmittelbar in der Bahnsteighalle der Majakowskaja. Die Pylonen zwischen diesen Rolltreppen und denjenigen des südlichen Ausganges sind zusätzlich mit Basreliefs verziert, deren Kompositionen in Anlehnung an den Namen der Station bzw. des Platzes diverse Ereignisse im Zuge der Russischen Revolution zum Thema haben. Zu sehen ist unter anderem eine Darstellung Lenins bei einer Rede im Taurischen Palais sowie des Kreuzers Aurora bei seinem Signalschuss zum Auftakt der Kämpfe während der Oktoberrevolution.
Die beiden Wände über den Gleisen sind mit rotem Marmor sowie mehreren dekorativen rechteckigen Bronzegittern dekoriert, die mit Pflanzenornamenten und der Jahreszahl „1955“ verziert sind. Die Beleuchtung hier kommt, anders als in der mittleren Halle, von Kronleuchtern an der Decke.